# Національна державна телерадіокомпанія Республіки Білорусь
Національна державна телерадіокомпанія Республіки Білорусь (Белтелерадіокомпанія) — найбільший в Білорусі державний медіахолдинг. У структуру Белтелерадіокомпанії входять 6 телевізійних каналів, 5 каналів радіо, 5 обласних телерадіокомпаній. З 1993 по 2021 рік Белтелерадіокомпанія була єдиним і повноправним членом Європейської мовної спілки на території Білорусі.
Компанія виступала ексклюзивним мовником дорослого та дитячого конкурсів «Євробачення» в Білорусі. Серед заходів, організованих і проведених компанією, є національні відбори «Євробачення», міжнародний фестиваль мистецтв «Слов'янський базар», національний телевізійний конкурс «Телевершіна».
Компанія підтримує президентство Олександра Лукашенко і поширює погляди політичного керівництва, зокрема і пропаганду в Білорусі.

## Розташування
Тепер більшість творчих і адміністративних функцій підприємства виконується з будівлі, що стоїть у Мінську, по вулиці Макаенка, 9.
Будинок Радіо знаходиться в Мінську, по вулиці Красній, 4. 

## Діяльність
У структуру НДТРК РБ входять 6 телевізійних каналів, 5 каналів радіо, 5 обласних телерадіокомпаній. Далі перераховані канали, що входять в компанію:
- «Білорусь-1» — власний, загальнореспубліканський телеканал;
- «Білорусь-2» — власний, загальнореспубліканський спортивно-розважальний телеканал;
- «Білорусь-3» — власний, загальнореспубліканський культурологічний телеканал;
- «Білорусь-5» — власний, загальнореспубліканський спортивний телеканал;
- «Білорусь-24» — власний, міжнародний супутниковий телеканал;
- «НТВ-Білорусь» — білоруська ліцензована версія телеканалу НТВ;
- загальнореспубліканський Перший Національний каналу Білоруського радіо;
- радіоканал «Культура»;
- радіостанція «Білорусь»;
- радіостанція «Столиця»;
- радіостанція «Радіус-FM».
- Крім того, Белтелерадіокомпанія забезпечує діяльність п'яти обласних телерадіокомпаній — у Гомелі, Гродно, Могильові, Вітебську та Бересті.

Одним з основних підрозділів Белтелерадіокомпанії з виробництва інформаційних, інформаційно-аналітичних та документально-публіцистичних телепередач є Агентство телевізійних новин (АТН). Щорічно АТН виробляє близько 3,5 тисячі годин інформаційних випусків, циклових програм і спецпроєктів, що виходять на телеканалах «Білорусь 1», «Білорусь 2», «Білорусь 3» і «Білорусь 24». Наявність кореспондентських пунктів у всіх обласних центрах Білорусі дозволяє АТН готувати спеціальні інформаційні випуски для регіонів.
На офіційному сайті НДТРК РБ в режимі реального часу ведуться трансляції випусків АТН і спортивних заходів, розміщуються текстові новини, а також відеосюжети і запису деяких телевізійних передач. Сайт тричі був удостоєний премії «TIBO»: у 2004 і 2006 роках в номінації «Традиційні ЗМІ в Інтернеті» і в 2008 році в номінації «Найкращий відеоресурс в Інтернеті». Також дипломами відзначені сайти Першого національного каналу радіо та радіо «Білорусь».

## Телеканали

### Білорусь-1
Телеканал «Білорусь 1» — головний інформаційний телевізійний канал Республіки Білорусь, який орієнтований на висвітлення подій, що відбуваються в країні і світі. Зона мовлення телеканалу охоплює 99,87 % населення країни. Обсяг мовлення — 20 год на добу.
Основу ефіру становить власна продукція Белтелерадіокомпанії.
Телеканал «Білорусь 1» здійснює трансляції особливо важливих державних, громадських і культурних заходів, серед яких святкові концерти, військові паради, міжнародні фестивалі і конкурси.

### Білорусь-2
«Білорусь 2» — розважально-спортивний телеканал. Зона мовлення телеканалу охоплює 91,75 % населення Республіки Білорусь. Обсяг мовлення — 19 год на добу. Основу ефіру телеканалу складають спортивні трансляції та розважальні проєкти.
За останній час відзначається стійка тенденція до збільшення частки спортивних програм і спортивних трансляцій. В даний час вони складають близько половини від загального числа телепрограм.
Жителі областей Білорусі мають можливість дивитися на частоті телеканалу «Білорусь 2» двічі на добу програми регіональних телекомпаній.

### Білорусь 3
Телеканал «Білорусь 3» — перший цифровий канал Білорусі, орієнтований на висвітлення культурного життя країни. Зона мовлення телеканалу охоплює 95,65 % населення республіки. Обсяг мовлення — 14 год на добу, з 8 до 22 годин.
Основу ефіру складає в основному продукція Белтелерадіокомпанії. В ефірі такі проєкти, як «Калиханка», «Зямля беларуская», «Таямніци души» та інші.

### Білорусь 5
«Білорусь 5» — спортивний телеканал.

### Білорусь-24
Телеканал «Білорусь 24» — міжнародний супутниковий телеканал. Програми каналу за допомогою супутників «Експрес-АМ22», «HotBird» і «Galaxy 25» ретранслюються в мережах більше 480 кабельних операторів на території інших держав. На сьогодні технічне охоплення (потенційна аудиторія) телеканалу становить близько 550 млн телеглядачів. Мовлення телеканалу здійснюється в 13 країнах світу. Найбільш широко канал представлений в Україні, Росії, Молдові, Латвії, Естонії та Литві. Ретрансляція телеканалу «Білорусь 24» також здійснюється в Казахстані, Польщі, Грузії, Вірменії, Узбекистані, Болгарії, Австралії, США та Ізраїлі.
Кількість абонентів складає більше 3,3 млн.

### НТВ-Білорусь
«НТВ-Білорусь» — білоруський державний телеканал, що віщає на території Республіки Білорусь. Охоплення аудиторії телеканалу «НТВ-Білорусь» складає: аналогове мовлення — 64,2 % населення країни, цифрове мовлення — 90,07 % населення країни, що обумовлено територією поширення сигналу. Обсяг мовлення — більше 19,5 годин на добу.
Основу ефіру телеканалу «НТВ-Білорусь» складає продукція телекомпанії НТВ, вироблена російською стороною і надається Белтелерадіокомпанії на підставі укладеного договору. Ці програми складають близько 80 % ефіру. Приблизно 15 % ефіру телеканалу займають серіали і фільми, що купуються Белтелерадіокомпанія. Крім того, телеканалом «НТВ-Білорусь» виробляється міжпрограмні продукція, що включає графічне оформлення, що анонсують відеоролики, «Програму передач», «Прогноз погоди» та інше.

## Радіостанції

### Перший національний канал Білоруського радіо
Перший національний канал Білоруського радіо — найбільший радіоканал Білорусі. Має найширшу трансляційну мережу, що забезпечує охоплення 100 % території країни і прикордонних регіонів Росії, України, країн Євросоюзу. Здійснює мовлення в діапазонах довгих, коротких і ультракоротких хвиль, а також у провідній мережі (близько 3,3 млн абонентів).
Ефірне мовлення каналу в FM- діапазоні і онлайн в мережі Інтернет ведеться цілодобово. Сітка мовлення заснована на поєднанні інформаційних, тематичних та музичних передач, орієнтованих на слухацьку аудиторію 35 +. На каналі виходить близько 80 програм різної жанрової та тематичної спрямованості.

### Радіостанція «Білорусь»
Аудиторія радіостанції «Білорусь» — переважно закордонні слухачі. Її програми на діапазонах КХ і УКХ можна приймати в країнах Східної, Центральної та Західної Європи (зона покриття — більше 20 країн), а також в FM-діапазоні в прикордонних регіонах Брестської, Гродненської, Мінської і Вітебської областей. Передачі радіостанції англійською мовою можна слухати і в мережі Інтернет.
Мовлення ведеться на семи мовами — білоруською, російською, англійською, німецькою, польською, французькою та іспанською.
Структура мовлення : 65 % — інформаційно-аналітичні та суспільно-політичні, 20 % — культурно- пізнавальні та 15 % — музично-розважальні програми.
Об'eм мовлення становить 16 годин ефірного і 10 годин інтернетного мовлення в режимі реального часу щодня.

### Радіоканал «Культура»
Канал «Культура» Білоруського радіо призначений для слухачів, які цікавляться національними та світовими культурними досягненнями і сучасними подіями у світі мистецтва. Обсяг мовлення радіостанції становить 20 годин на добу на діапазонах середніх і ультракоротких хвиль.
Важливою складовою роботи каналу є поповнення аудіофондів Белтелерадіокомпанії. Щорічно записується близько 100 дисків з музичними, літературно-драматичними і публіцистичними творами.

### Радіостанція «Столиця»
Радіостанція «Столиця» висвітлює життя Мінська і Мінської області. Інформаційно-аналітичні та музичні програми радіостанції орієнтовані на широку аудиторію. Веде мовлення 20 годин на добу в FM-діапазоні і в мережі Інтернет. Частота у Мінську: 105,1.
Основу сітки мовлення складають три тематичних сегменти: «Добрай раніцы, сталіца!» (Доброго ранку, столиця!); «Добры дзень, сталіца!» (Добрий день, столиця!); «Добры вечар, сталіца!» (Добрий вечір, столиця!). Пріоритет віддається інформаційного та музичного мовлення.

### Радіостанція «Радіус FM»
Радіостанція «Радіус FM» здійснює мовлення цілодобово в FM-діапазоні. Має найрозвиненішу мережу передавачів серед всіх білоруських FM-радіостанцій. Зона мовлення «Радіус FM» охоплює 98,19 % населення Білорусі.
З самого започаткування у 2003 році  формат радіостанції позиціювався як CHR Dance, найпопулярніша світова музика та ремікси на популярні композиції.
У 2005 року в силу був введений закон згідно якого діяла квота на білоруську музику де у 75% добового музичного етеру мали звучати композиції тільки білоруських музикантів або артистів повязаних з Республікою Білорусь що у свою чергу повело на поступову зміну формату з музично-інформаційної на суто інформаційну з перервами на музичні композиції.
У 2009 році радіостанція «Радіус FM» знову змінила формат мовлення, перейшовши на інформаційно-музичний (співвідношення 60% інформації на 40% музики). В основі мовлення була блокова концепція (повторення оригінальних програм кожні 3 год. протягом дня).
У 2012 році радіостанція збільшила музичну присутність в етері (співвідношення 35% інформації на 65% музики).
З 2016 року радіостанція здійснила перезапуск та повністю змінила формат на початковий - CHR Dance з танцювальною музикою та реміксами. Наповненням етеру радіостанції є музичні хіт-паради, розважальні розмовні програми, ранкове шоу «Теорія великого ранку», щогодинні випуски новин та музичні лінійні ефіри протягом дня.
Згідно з результатами соціологічних досліджень, «Радіус FM» є одним з основних джерел інформації для радіослухачів, поступаючись лише Першому національному каналу Білоруського радіо, а в жанрі музичного наповнення радіостанція є лідером у Білорусі.

## Історія білоруського радіомовлення та телебачення

### Радіомовлення
Перша передача Білоруського радіо вийшла в ефір 15.11.1925 р. на радіостанції РВ- 10 ім. Раднаркому БРСР. Передачі транслювалися 30 хвилин на добу в радіусі до 300 км. З 1926 р. почалися трансляції робочої і селянської радіогазета, пізніше — трансляції передач з театрів і клубів, музичні програми. З 1928 р. розвивається дротове мовлення, сформована тижнева сітка мовлення з урахуванням професійних і вікових характеристик цільової аудиторії. У 30-ті рр. розвивається обласне та районне мовлення. Створено Комітет радіофікації і радіомовлення при РНК УРСР по організації програм для всіх радіостанцій і радіовузлів Білорусі (1933 р.). Удосконалення технічних засобів (будівництво в Колодищі потужної радіостанції тощо) дозволило проводити передачі в прямому ефірі. У 1936 на Білоруському радіо вперше були використані апарати звукозапису. У 1938 році почалося мовлення в новому Будинку радіо, де були 3 нові студії, цех механічного мовлення та звукозапису.
У роки Другої світової війни радіостанція РВ-10 ім. Раднаркому БРСР тимчасово припинила свою діяльність. На коротких хвилях у Москві 1 січня 1942 почала роботу радіостанція «Савецкая Білорусь». Радіостанція РВ- 10 ім. Раднаркому БРСР знову вийшла в ефір в 1944 році спочатку у звільненому Гомелі, потім у Мінську.
У 50-ті рр. почалася інтенсивна робота з поліпшення якості радіомовлення. У Будинку радіо було встановлено нове обладнання, що дозволило поліпшити якість записних передач. З введенням в 1955 р. Мінського телевізійного центру запрацювала двопрограмна радіомовна станція на ультракоротких хвилях з частотною модуляцією. У 60 -ті роки завершена повна радіофікація Білорусі, з'явилися нові радіостанції: «Білорусь» (05.1962 р.), що забезпечила регулярне мовлення на зарубіжні країни, «Білоруська молодіжна» (02.1963 р.), «Сільське життя» (04.1964 р.). Була відкрита кафедра теорії та практики радіомовлення і телебачення на факультеті журналістики БГУ з метою підготовки кваліфікованих кадрів.
У 70-ті роки на території Білорусі працювали 22 радіомовні станції. У цей період здійснено перехід на 3-програмне дротове мовлення, сформовано стереомовлення на ультракоротких хвилях. До початку 80-х років налічувалося 6 редакцій обласного, 115 районного, 12 міського та 32 фабрично-заводського радіо.
У 90-ті роки почався новий етап у розвитку білоруського радіомовлення: реформування структури Білоруського радіо, вдосконалення його програмної, ідеологічної та творчої складових. З 1995 р. розвивається комерційне радіомовлення. У 1998 р. розпочала мовлення радіостанція «Столиця».
На початку 2000-х років у системі НГТРК були створені радіоканал «Культура» (2002) і радіостанція «Радіус FM» (2003). Перехід в 2003 р. на цифрове мовлення дозволив більш ефективно і якісно здійснювати записи передач. З удосконаленням верстки ефірного дня, ефір став більш динамічним: прямі лінії зі слухачами, інтерактивні передачі, репортажі, опитування населення, коментарі експертів та ін. З 2005 року всі канали і радіостанції Білоруського радіо транслюються в режимі реального часу в мережі Інтернет.

### Телебачення
Перша програма білоруського телебачення вийшла в ефір 1.01.1956 р. Середньодобовий обсяг однопрограмні мовлення тоді становив 2 — 3 години, а аудиторія телеканалу — 4,5 тисячі глядачів. Основою телепоказу були художні фільми, хроніка, концертні номери і вистави, матеріали зняті на кіноплівку (прислані з Москви і місцевого прокату). Інформаційні програми ілюструвались кіно- і фотоматеріалами. Наприкінці 50-х р. організовуються прямі трансляції (1957), починається власне виробництво документальних передач та телеспектаклів. Підготовкою програм і виходом в ефір керував Комітет з радіомовлення і телебачення при Раді Міністрів БРСР (06.1957 р.)
У 60-ті роки телемовленням було забезпечено 70 % території Білорусі. Сформовано двохпрограмне ТБ (на базі передач 1-ї програми ЦТ Москви). Обсяг власного мовлення становив 718 год. на рік, 50 % якого займали суспільно-політичні передачі. З середини 60-х почалося власне виробництво художніх і документальних телефільмів (на базі головної редакції «Телефільм»). У 1962 з виходом на Інтербачення почався обмін програмами з іншими республіками. У 1961 Мінська телестудія та Комітет з радіомовлення і телебачення були об'єднані в один творчий колектив, в березні 1964 перейменований в Студію Білоруського телебачення.
У 70 — 80-ті роки телемовленням було охоплено вже 95 % території Білорусі. З 1972 передачі транслювалися по 3 програмам, серед яких кольорові передачі власного виробництва (з 1974 р.). У 1978 введено в дію апаратно-студійний комплекс Білоруського радіотелецентру, що дозволив збільшити обсяг і якість кольорового зображення. У січні 1981 на 6-му каналі вийшла самостійна білоруська програма, яка не перекриває програмами з Москви. За обсягом власної продукції вона займала 6-е місце в СРСР, а її передачі дивилися 86 % жителів Білорусі. Структура мовлення національного телеканалу складалася з трьох блоків: інформаційно-публіцистичного, науково-пізнавального та художнього.
На початку 90-х рр. єдина система державного телебачення Білорусі включала 6 телецентрів, 50 передавачів, понад 2 тисячі радіорелейних ліній зв'язку. Це уможливило перепрофілювати програму на більш потужний 1-й канал зв'язку. Середньодобовий обсяг республіканського та обласного мовлення становив 14,5 ч. Від січня 1993 Білоруське телебачення стало повноправним членом Європейської мовної спілки (ЄМС). У серпні 1994 Указом Президента Республіки Білорусь на базі Державного комітету з телебачення і радіомовлення створена Національна державна телерадіокомпанія Республіки Білорусь. У 1995 р. для вдосконалення процесу інформування населення створено Агентство телевізійних новин (АТН). Залучатися нові інформаційні технології та моделі мовлення (прямі лінії, теледебати, ток-шоу тощо), з'явилися національні телесеріали (художній телефільм «Проклятий затишний дім», 1999).
З 2000 р. в Білорусі починає формуватися ринок телемовників. У системі Белтелерадіокомпанії був створений ряд телеканалів: Перший національний телеканал (2000), ЛАД (2003), Білорусь-ТВ (2005).
Тепер до структури Белтелерадіокомпанії входять 6 телевізійних каналів («Білорусь 1», «Білорусь 2», «Білорусь 3», «Білорусь 24», «Білорусь 5», «НТВ-Білорусь»), 5 каналів радіо (Перший Національний канал білоруського радіо, радіоканал «Культура», радіостанція «Білорусь», радіостанція «Столиця», радіостанція «Радіус-FM») і 5 обласних телерадіокомпаній.
З 22 грудня 2005 року по 28 грудня 2010 головою Белтелерадіокомпанії був Олександр Зимовський.
З 1 жовтня 2009 року по 31 грудня 2012 року (згідно з Указом президента № 523, підписаного 23 жовтня 2009 року) НГТРК і входять до її систему організації звільнені від сплати податків на прибуток та на додану вартість (за винятком податку на додану вартість, що справляється при ввезенні товарів на митну територію Білорусі, якщо інше не передбачено законодавчими актами).
У листопаді 2011 року стався ребрендинг каналів. 5 листопада Перший канал поміняв назву на «Білорусь — 1», 14 листопада ЛАД став називатися «Білорусь — 2», а міжнародний «Білорусь ТВ» 1 січня 2013 перетворився на «Білорусь-24». 8 лютого 2013 був запущений цифровий соціокультурний телеканал «Білорусь — 3». Нові логотипи каналів схожі з логотипами каналів ВГТРК, які помінялися на самому початку 2010 року.
17 серпня 2020 року пройшли акції протесту і страйки проти підсумків президентських виборів в Білорусії 2020 року. Державне телебачення також страйкувало, «Білорусь 1» показував спочатку порожню студію, а потім повтори старих програм.
Через державну пропаганду багато журналістів вирішили залишити роботу в Белтелерадіокомпанії влітку та восени 2020 р. Вихід продовжився і в 2021 році: у січні налічувалося понад 100 відкритих вакансій в Белтелерадіокомпанії, а за станом на червень від Белтелерадіокомпанії були розміщені вже 160 вакансій.
28 травня 2021 року за результатами післявиборчого оцінювання Європейська спілка радіомовлення і телебачення призупинила членство Белтелерадіокомпанії в союзі мовників. Обурення союзу було викликано серед іншого показом каяттів політв'язнів, зроблених під явним тиском. 30 червня 2021 року «Белтелерадіокомпанію» виключили з Європейської мовної спілки.

## Керівництво
- Геннадій Броніславович Давидько — Голова Белтелерадіокомпанії
- Олександр Петрович Саламаха — Перший заступник Голови
- Марат Сергійович Марков — Заступник Голови
- Олена Федорівна Гулевич — Заступник Голови
- Сергій Олександрович Кухта — Генеральний продюсер
- Сергій Валерійович Лашук — Директор Дирекції продажів і маркетингу
- Гліб Михайлович Шульман — Директор Дирекції телеканалу «Білорусь 1»
- Ольга Володимирівна Шлягер — Директор Дирекції телеканалу «Білорусь 2»
- Кирило Володимирович Казаков — Директор Агентства телевізійних новин
- Олена Анатоліївна Ладутько — Директор Дирекції телеканалу «Білорусь-24»
- Сергій Григорович Булацкій — Директор Дирекції телеканалу «НТВ-Білорусь»
- Євген Феліксович Бонч-Осмоловський — Директор Дирекції ліцензійних програм і кінопоказу
- Володимир Георгійович Морозов — Директор Дирекції міжнародних зв'язків
- Сергій Григорович Булацький — Директор Дирекції цифрового телемовлення
- Антон Борисович Васюкевич — Директор Дирекції Першого національного каналу Білоруського радіо
- Наум Якович Гальперовіч[be-x-old] — Директор Дирекції зарубіжного мовлення Білоруського радіо (радіостанція «Білорусь»)

## Цензура та пропаганда
Міжнародні експерти та білоруська опозиція традиційно називають державне телебачення одним і найважливіших пропагандистських інструментів режиму Лукашенка. Його звинувачують в дезінформації, пропаганди політичних репресій, маніпуляціях на виборах і образах критиків режиму.
Співробітники і топ-менеджери державних телевізійних компаній, в тому числі Белтелерадіокомпанії, неодноразово потрапляли в «Чорний список ЄС», були включені до списку спеціально позначених громадян і заблокованих осіб США, санкційних списків Великої Британії, Швейцарії. Сама компанія у 2022 році потрапила під санкції Європейського союзу, Швейцарії, Канади та України.
За словами журналістки агентства теленовин, яка покинула АТН під час протестів у Білорусі в серпні 2020 року, телебачення зазнала жорсткої цензури. Наприклад, був список людей, чиї імена не можна було назвати у новинах, де були й опозиційні політики, був чорний список економістів та політологів, у яких не можна було брати коментарі, слова «сталінізм», «культ особи», «ГУЛАГ» не допускалися до оповідань. Наявність цензури підтвердив і журналіст АТН Олександр Лучонак, який також подав у відставку на знак протесту проти пропаганди.